# Liste der Geotope im Landkreis Dillingen an der Donau
Diese Liste enthält die Geotope des Schwäbischen Landkreises Dillingen an der Donau in Bayern.
Die Liste enthält die amtlichen Bezeichnungen für Namen und Nummern des Bayerischen Landesamt für Umwelt (LfU) sowie deren geographische Lage. Diese Liste ist möglicherweise unvollständig. Im Geotopkataster Bayern sind etwa 3.400 Geotope (Stand März 2020) erfasst. Das LfU sieht einige Geotope nicht für die Veröffentlichung im Internet geeignet. Einige Objekte sind zum Beispiel nicht gefahrlos zugänglich oder dürfen aus anderen Gründen nur eingeschränkt betreten werden.
| Name                                               | Bild           | Geotop ID | Gemeinde / Lage                 | Geologische Raumeinheit | Beschreibung | Fläche m² / Ausdehnung m | Geologie                                                       | Aufschlussart       | Wert      | Schutzstatus                                | Bemerkung |
| -------------------------------------------------- | -------------- | --------- | ------------------------------- | ----------------------- | --- | ------------------------ | -------------------------------------------------------------- | ------------------- | --------- | ------------------------------------------- | --------- |
| Ehem. Sandgrube E von Stettenhof                   |                | 773A005   | Mödingen Position               | Riesalb                 | In der ehemaligen Grube, welche derzeit als Spielplatz genutzt wird, sind im Hangendbereich Feinsande der Oberen Süßwassermolasse aufgeschlossen. Aus früheren Beschreibungen geht eine Überlagerung durch Riestrümmermassen hervor. | 125 25 × 5               | Typ: Schichtfolge Art: Sand, Breccie                           | Kiesgrube/Sandgrube | bedeutend | FFH-Gebiet, Vogelschutzgebiet               |           |
| Ehem. Steinbruch Schumacher NW von Haunsheim       |                | 773A007   | Haunsheim Position              | Schwäbische Alb         | Aufgeschlossen waren massige Kalke des Malm Epsilon mit einer flachen Karstwanne, in der Sedimente der Unteren Süßwassermolasse lagern (nach Gastropodenfunden ins Aquitan gestellt). Der Steinbruch ist zugewachsen, bessere Aufschlussbedingungen finden sich im ca. 250 m SW gelegenen Steinbruch. Östlich davon ist ein neuer Steinbruch entstanden, der sich allerdings noch im Abbau befindet.                                                                            | 25000 250 × 100          | Typ: Diskordanz, Schichtfolge Art: Kalkstein, Sand             | Steinbruch          | wertvoll  | kein Schutzgebiet                           |           |
| Ehem. Kiesgrube E von Osterbuch                    |                | 773A009   | Laugna Position                 | Iller-Lech-Region       | Die Schotterzusammensetzung ist repräsentativ für den Nordteil der Zusamplatte. In Mergellinsen war eine glaziale Molluskenfauna zu finden. Die Schotter erreichen ca. 6 m Mächtigkeit. Darüber lagert etwa eine 1 m mächtige Lage von gut erhaltenem Mittel- bis Feinsand. Im Hangendbereich stehen ca. 3 bis 4 m mächtige Lößlehme an. | 4900 70 × 70             | Typ: Gesteinsart, Tierische Fossilien Art: Kies, Sand, Lößlehm | Kiesgrube/Sandgrube | bedeutend | Naturpark                                   |           |
| Ehem. Kalktuffabbaue SE von Wittislingen           |                | 773A010   | Wittislingen Position           | Donauried               | Der ehemalige Steinbruch ist vollständig zugewachsen, an einer Böschung können krümelige Kalktuffbruchstücke gefunden werden. Die Entstehung des Kalktuffs ist auf karbonathaltiges Wasser der Egau zurückzuführen, die in diesem Bereich von der Alb kommend ins flache Donautal fließt. | 30000 200 × 150          | Typ: Gesteinsart, Sinterbildung Art: Kalktuff                  | Steinbruch          | bedeutend | kein Schutzgebiet                           |           |
| Klifflinie NE von Staufen                          |                | 773A011   | Syrgenstein Position            | Schwäbische Alb         | In der kleinen Sandgrube nordöstlich von Staufen ist eine Strandfazies der Oberen Meeresmolasse aufgeschlossen. In dem z. T. kalkig verbackenem Feinsand mit Kalkgeröllschnüren sind Fossilien wie Austernschalen und Turritellen erhalten. Es finden sich vereinzelt kantengerundete Malmkalkbrocken mit Bohrmuschellöchern. Dies ist als Indiz für die unmittelbare Nähe der Klifflinie zu werten.                                                                            | 50 10 × 5                | Typ: Spurenfossilien, Schichtfolge Art: Kalkstein, Sand        | Kiesgrube/Sandgrube | wertvoll  | kein Schutzgebiet                           |           |
| Hanseles-Höhle NW von Fronhofen                    |                | 773H001   | Bissingen Position              | Riesalb                 | Die Höhle befindet sich im Nordteil des Michelsberges, der von der Kirche St. Michael gekrönt wird. Sie ist angelegt in einer allochthonen Scholle aus Weißjura-Massenkalk. Die Höhle entstand nicht durch Verkarstung, sondern durch Erosion weicherer Gesteine (Bunte Brekzie), die ursprünglich den Hohlraum ausfüllten. | 24 8 × 3                 | Typ: Kluft-/Tektonische Höhle Art: Kalkstein                   | Höhle               | bedeutend | Landschaftsschutzgebiet, Vogelschutzgebiet  |           |
| Quellaustritt Roter Brunnen S von Kloster Mödingen | weitere Bilder | 773Q001   | Wittislingen Position           | Donauried               | Die Quelle liegt am Rand des unteren Riedes. Am Quellteich und Bachlauf sind Ausfällungen von Kalktuff und Eisenhydroxiden zu beobachten. Diese gehen auf Karstwasseranteile und Eisen-Lösung aus Verwitterungstonen (Bunte Brekzie, Karstlehme, verwitterte altpleistozäne Schotter) zurück. | 450 30 × 15              | Typ: Stauquelle, Sinterbildung Art: Kalkstein, Kalktuff        | kein Aufschluss     | wertvoll  | FFH-Gebiet, Vogelschutzgebiet               |           |
| Zigeunerfelsen bei Zöschingen                      |                | 773R001   | Zöschingen Position             | Schwäbische Alb         | Die angewitterte und vergrieste Felskuppe aus Massenkalk ist eine allochthone Scholle innerhalb bunter Riestrümmermassen. Erosionsreste der Malmkalke innerhalb der Auswurfmassen bilden hier (der vorriesischen Landoberfläche aufgesetzt) die höchsten Erhebungen. | 240 20 × 12              | Typ: Auswurfmaterial (Impakt), Felskuppe Art: Kalkstein        | Hanganriss/Felswand | wertvoll  | Naturdenkmal                                |           |
| Krähenstein E von Ziertheim                        |                | 773R002   | Ziertheim Position              | Riesalb                 | Bei dem oberflächlich angewitterten und vergriesten Malmkalkblock handelt es sich um Auswurfmaterial des Rieskraters. Die Vergriesung resultiert aus dem allseitigen Druck, der zu Beginn des Auswurfvorgangs herrschte. Die Malmgriese werden durch Erosion aus den bunten Trümmermassen herauspräpariert. | 20 5 × 4                 | Typ: Auswurfmaterial (Impakt), Felsblock Art: Kalkstein        | Block               | wertvoll  | Naturdenkmal                                |           |
| Ries-Scholle E von Oberbechingen                   |                | 773R003   | Bachhagel Position              | Schwäbische Alb         | Die Riestrümmermassen bilden einen waldbestandenen Hügel auf autochthoner Oberer Meeresmolasse. Am Gipfel ist eine keltische Viereckschanze zu besichtigen. | 87500 350 × 250          | Typ: Auswurfmaterial (Impakt) Art: Breccie                     | kein Aufschluss     | bedeutend | Naturdenkmal                                |           |
| Hochterrasse SW von Steinheim                      |                | 773R004   | Dillingen an der Donau Position | Donauried               | Über der holozänen Donauaue ist eine deutliche Terrassenstufe zu erkennen. Die Aufschotterung erfolgte während des Rissglazials. Erosion und die Bildung der Terrassenstufe durch würmglaziale bis holozäne Erosion. Auch heute noch verlaufen Reste der Donaualtwasser an der unteren Terrassenkante. Durch Kiesabbau und Überbauung existiert dieses geomorphologisch bedeutendste Landschaftselement im Donauried in seiner ursprünglichen Form nur noch an wenigen Stellen. | 12000 1200 × 10          | Typ: Terrasse Art: Schotter                                    | kein Aufschluss     | bedeutend | kein Schutzgebiet                           |           |
| Malmscholle bei Zöschingen                         |                | 773R005   | Zöschingen Position             | Schwäbische Alb         | Die allochthone, leicht vergrieste Malm-Scholle wurde durch Erosion aus weicherer Bunter Brekzie freigelegt. | 50 5 × 10                | Typ: Auswurfmaterial (Impakt), Felskuppe Art: Kalkstein        | Hanganriss/Felswand | bedeutend | Naturdenkmal                                |           |
| Osterstein NE von Unterfinningen                   |                | 773R006   | Finningen Position              | Riesalb                 | Der verwitterte Felsklotz liegt am Gipfel eines flachen Bergrückens. Die allochthone Malm-Scholle wurde durch Erosion aus weicherer Bunter Brekzie freigelegt. Der Osterstein ist ein prähistorischer und frühgeschichtlicher Fundplatz. | 70 10 × 7                | Typ: Auswurfmaterial (Impakt), Felsblock Art: Kalkstein        | Block               | bedeutend | Naturdenkmal, FFH-Gebiet, Vogelschutzgebiet |           |
| Ponordoline SW von Unterbechingen                  |                | 773R007   | Haunsheim Position              | Schwäbische Alb         | Die kurzen Wasserläufe entspringen schwach schüttenden Überlauf- oder Schichtquellen im Bereich mächtigerer Deckschichten (Trümmermassen, Obere Meeresmolasse, Decklehme). Beim Übertritt auf autochthonen Massenkalk erfolgt eine schnelle Versickerung in den Karstbildungen. Ein tief eingeschnittener Graben endet hier in einem Ponor. | 150 15 × 10              | Typ: Ponor Art: Kalkstein, Sand                                | kein Aufschluss     | bedeutend | kein Schutzgebiet                           |           |